# 安东·威廉·阿莫
安东·威廉·阿莫（Anton Wilhelm Amo，約1703年—約1759年）是一位非洲裔德国哲學家，其来自於非洲加纳。1707年由荷兰西印度公司带到德国。阿莫在德国哈雷-维滕贝格大学和耶拿大学学习后成為一名教授。